# 邛崍寺廟建築群
邛崍寺廟建築群〔永樂寺、興福寺（含石筍寺）〕位於四川省成都市邛崍市，文物遺址年代判定為明、唐。2002年12月27日公佈為四川省第六批省級文物保護單位。